# 曾仁和
曾 仁和（ゾン・レンフー、1994年10月3日 - ）は、台湾（中華民国）・高雄市出身のプロ野球選手（投手）。右投左打。CPBLの楽天モンキーズ所属。

## 経歴

### プロ入り前
高雄市立三民高級中学に在籍中の2012年9月21日に、第3回WBC予選のチャイニーズタイペイ代表が発表され代表入りしている。この大会では11月15日に行われた予選ラウンドのニュージーランド戦で代表デビューを果たした。10点リードの7回表に登板し、1回を無失点に抑えた。
2013年1月14日に、第3回WBC本戦の代表メンバーが発表され代表入りした。3月9日のキューバ戦でアルフレド・デスパイネに本塁打を打たれた。

### プロ入りとカブス時代
2013年7月26日にシカゴ・カブスと契約金・162万5000ドルで契約。A級ケーンカウンティ・クーガーズでプロデビューを果たした。
2015年4月6日にA+級マートルビーチ・ペリカンズに昇格、2016年4月4日にAA級テネシー・スモーキーズに昇格した。
2017年7月4日にAAA級アイオワ・カブスに昇格。9月13日にメジャー契約を結んでアクティブ・ロースター入りすると、翌14日のニューヨーク・メッツ戦でメジャーデビューとなった。この試合では3.0回を投げて5失点という内容だった。9月24日カージナルス戦に登板し、メジャー初勝利を挙げた。
2018年のメジャー登板は1回のみで、主にアイオワ・カブスに所属した。

### レンジャーズ時代
2019年4月17日にテキサス・レンジャーズとマイナー契約を結んだ。この年はメジャーへの昇格はなく、オフに自由契約となった。
2020年1月、オーストラリアン・ベースボールリーグ（ABL）に所属するオークランド・トゥアタラと契約。

### 統一ライオンズ時代
2021年4月1日、CPBLの統一ライオンズと、自行培訓選手(日本で言う育成選手に近い選手)として契約した。

### 楽天モンキーズ時代
2021年7月12日に開催されたCPBLのドラフト会議で楽天モンキーズから3位指名を受けた。

## 選手としての特徴
スリークォーターから最速153km/hの速球とカーブ・チェンジアップ・カットボールを投げる。

## 詳細情報

### 年度別投手成績
| 年 度     | 球 団     | 登 板 | 先 発 | 完 投 | 完 封 | 無 四 球 | 勝 利 | 敗 戦 | セ 丨 ブ | ホ 丨 ル ド | 勝 率 | 打 者 | 投 球 回 | 被 安 打 | 被 本 塁 打 | 与 四 球 | 敬 遠 | 与 死 球 | 奪 三 振 | 暴 投 | ボ 丨 ク | 失 点 | 自 責 点 | 防 御 率 | W H I P |
| --------- | --------- | ----- | ----- | ----- | ----- | -------- | ----- | ----- | -------- | ----------- | ----- | ----- | -------- | -------- | ----------- | -------- | ----- | -------- | -------- | ----- | -------- | ----- | -------- | -------- | ------- |
| 2017      | CHC       | 2     | 1     | 0     | 0     | 0        | 1     | 0     | 0        | 0           | 1.000 | 26    | 6.0      | 5        | 2           | 2        | 0     | 1        | 8        | 0     | 0        | 5     | 5        | 7.50     | 1.17    |
| 2018      | CHC       | 1     | 1     | 0     | 0     | 0        | 0     | 0     | 0        | 0           | ----  | 10    | 2.0      | 4        | 1           | 0        | 0     | 0        | 3        | 0     | 0        | 3     | 3        | 13.50    | 2.00    |
| 2021      | 楽天      | 12    | 5     | 0     | 0     | 0        | 1     | 3     | 0        | 3           | .250  | 151   | 35.1     | 33       | 2           | 12       | 0     | 3        | 26       | 1     | 0        | 14    | 12       | 3.06     | 1.27    |
| 2022      | 楽天      | 11    | 11    | 0     | 0     | 0        | 7     | 2     | 0        | 0           | .778  | 240   | 58.0     | 55       | 3           | 13       | 0     | 4        | 54       | 0     | 0        | 18    | 16       | 2.48     | 1.17    |
| 2023      | 楽天      | 19    | 14    | 0     | 0     | 0        | 6     | 6     | 0        | 0           | .500  | 407   | 91.0     | 110      | 4           | 25       | 0     | 7        | 64       | 3     | 0        | 53    | 46       | 4.55     | 1.48    |
| 2024      | 楽天      | 6     | 5     | 0     | 0     | 0        | 1     | 2     | 0        | 1           | .333  | 111   | 24.0     | 35       | 2           | 5        | 0     | 1        | 25       | 0     | 1        | 19    | 17       | 6.38     | 1.67    |
| MLB：2年  | MLB：2年  | 3     | 2     | 0     | 0     | 0        | 1     | 0     | 0        | 0           | 1.000 | 36    | 8.0      | 9        | 3           | 2        | 0     | 1        | 11       | 0     | 0        | 8     | 8        | 9.00     | 1.38    |
| CPBL：4年 | CPBL：4年 | 48    | 35    | 0     | 0     | 0        | 15    | 13    | 0        | 4           | .536  | 909   | 208.1    | 233      | 11          | 55       | 0     | 15       | 169      | 4     | 1        | 104   | 91       | 3.93     | 1.38    |

- 2024シーズン終了時

### 背番号
- 39（2017年）
- 52（2018年）
- 112（2021年 - 同年途中）
- 37（2021年途中 - 2024年）
- 23（2025年 - ）

### 代表歴
- 2013 ワールド・ベースボール・クラシック・チャイニーズタイペイ代表